# Olexandrella serotina
Olexandrella serotina là một loài bọ cánh cứng trong họ Cerambycidae.